# سیارک ۷۰۸

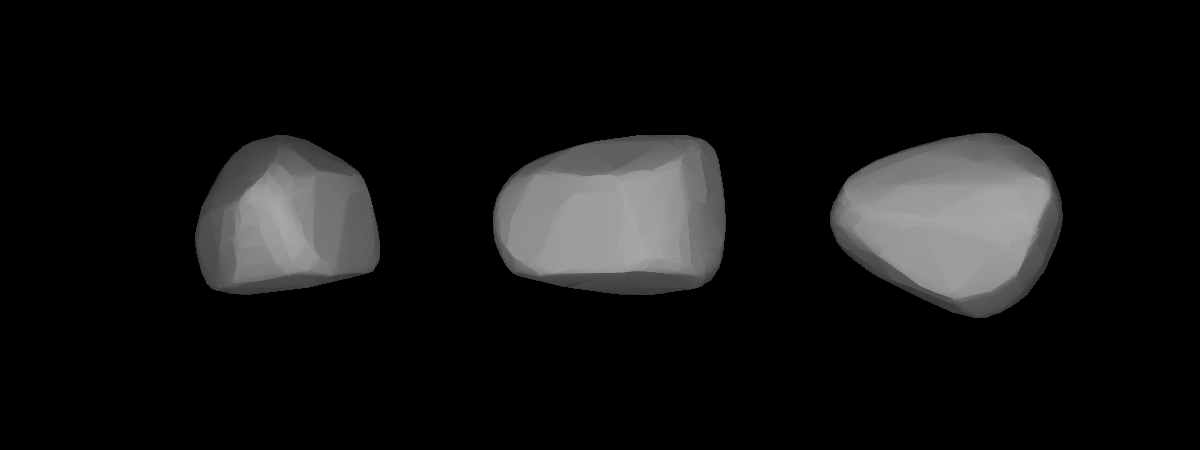
مدل سه‌بُعدی سیارک ۷۰۸ بر اساس منحنی نور آن

سیارک ۷۰۸ (به انگلیسی: 708 Raphaela، نامگذاری:1911LJ) هفتصد و هشتمین سیارک کشف شده‌است که در ۳ فوریه ۱۹۱۱ و در هایدلبرگ کشف شد.
قدر مطلق سیارک برابر ۱۰٫۶۱ است.